# Jova (miasto Novi Pazar)
Jova (cyr. Јова) – wieś w Serbii, w okręgu raskim, w mieście Novi Pazar. W 2011 roku liczyła 15 mieszkańców.